# Mustasch
Mustasch ist eine schwedische Heavy-Metal-/Hard-Rock-Band aus Göteborg.

## Geschichte

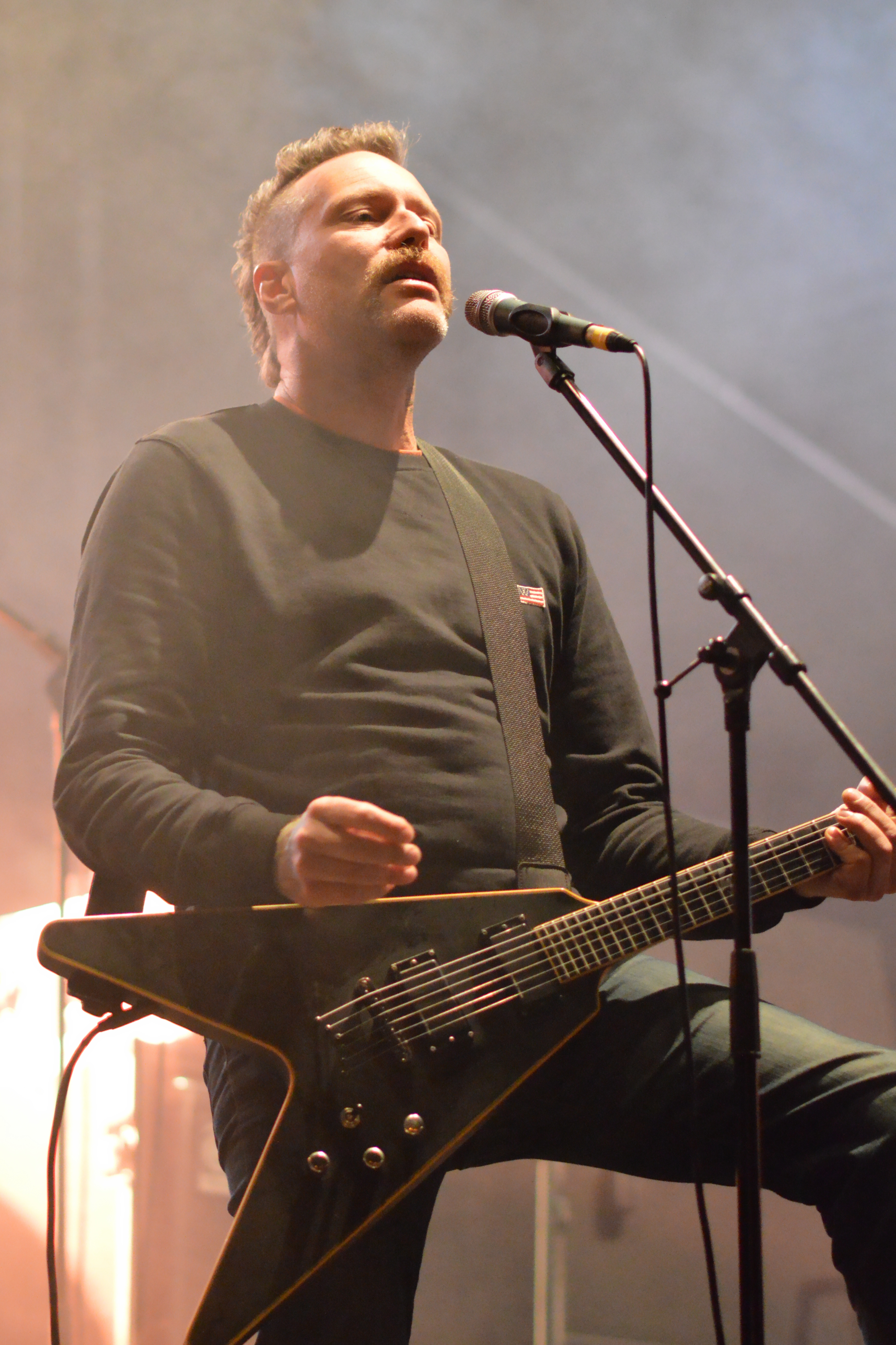
Ralf Gyllenhammar beim Turock Open Air 2013 in Essen

Die Gründer Ralf Gyllenhammar, Hannes Hansson, Mats Hansson und Mats Johansson waren bereits Anfang der 1990er Jahre in einer Punkband mit Namen Grindstone aktiv. Als sich deren Stil im Laufe der Zeit immer mehr veränderte, wurde die Band 1995 aufgelöst und die vier Mitglieder widmeten sich erstmals anderen Projekten.
1998 trafen sich die vier ehemaligen Bandkollegen auf der Insel Orust auf der Farm von Hannes und Mats Hansson wieder, wo erste Demoaufnahmen für Mustasch entstanden, die bald darauf auf einigen Kompilationen erschienen. Über die befreundete Psychedelic-Rockband The Soundtrack of Our Lives kam Mustasch mit Fredrik Wennerlund, einem Manager des Major-Labels EMI Group, in Kontakt. Wennerlund war auf die von den The-Soundtrack-of-Our-Lives-Mitgliedern getragenen Mustasch-T-Shirts aufmerksam geworden. Im Jahr 2000 erhielten sie durch diesen Kontakt einen Plattenvertrag bei Majesty, einem Sub-Label von EMI, und spielten kurz danach in einem Werbespot für den Toyota Avensis mit.
Im Februar 2001 erschien mit The True Sound of the New West ihre erste EP, die ihnen den Ruf einbrachte, eine Mischung aus Black Sabbath und The Cult zu sein. Gemeinsam mit dem Produzenten Roberto Laghi (Hardcore Superstar), der sie schon bei ihrer EP unterstützt hatte, begannen die Arbeiten an ihrem Debütalbum Above All, das im März 2002 veröffentlicht wurde und das es bis auf Platz 22 in den schwedischen Album-Charts schaffte. Dem folgten eine Tour durch Norwegen, Finnland und Dänemark und eine weitere mit Gluecifer und Rose Tattoo durch Deutschland. In ihrer Heimat wurde Mustasch für den Grammis, die schwedische Entsprechung zum Grammy Award, in der Kategorie „Bester Hardrock“ nominiert.
Für das nächste Album arbeiteten sie mit dem Produzenten Jacob Hellner (Rammstein, Apocalyptica) zusammen. Ratsafari erschien im September 2003 und brachte ihnen neben Charterfolgen eine weitere Grammis-Nominierung ein. Weitere Touren durch Europa folgten, durch Deutschland als Support für Motörhead.
Das nächste Album, das nach eigenen Angaben zurück in Richtung ihrer Wurzeln gehen sollte, wurde wieder mit Roberto Laghi aufgenommen. Im Juni 2005 erschien Powerhouse als letztes Album bei Majesty. Nachdem der Plattenvertrag mit dem Major-Label erfüllt war, nahm Mustasch im Eigenverlag die EP Parasite auf, die auf Platz 22 in die schwedischen Charts einstieg. Kurz danach unterschrieb die Band im September 2006 bei dem Metal-Label Regain Records, wo am 18. Mai 2007 Latest Version of the Truth erschien. Das Album schaffte mit Platz drei die bisher höchste Platzierung der Band in den schwedischen Albencharts, die kurz zuvor ausgekoppelte Single Double Nature klettere sogar bis Platz zwei. Auch die Nominierung für den Grammis führte zum Erfolg. Bei der Gala am 9. Januar 2008 erhielt Mustasch die Auszeichnung für „Bester Hardrock“, überreicht von Mikkey Dee.
Im März 2008 veröffentlichte Mustasch die Best-of-Kompilation Lowlife Highlights mit 18 Liedern von den bei EMI erschienenen Alben. Die Band spielte im August auf dem Wacken Open Air.
Im Sommer 2008 trat Gründungsmitglied und Lead-Gitarrist Hannes Hansson aus der Band aus und wurde im Oktober 2008 durch David Johannesson ersetzt. Mit ihrem neuen Gitarristen tourten sie zunächst als Headliner und direkt im Anschluss daran gemeinsam mit der Band Die Apokalyptischen Reiter quer durch Europa.
2009 musste dann Schlagzeuger Mats „Dojan“ Hansson nach zahlreichen verletzungsbedingten Ausfällen (Muskelabrisse) durch Danne McKenzie ersetzt werden, der ihn zuvor bereits des Öfteren vertreten hatte. Im Dezember 2011 gab die Band auch die Trennung von McKenzie bekannt. Erst fünf Monate später – im Mai 2012 – verkündete die Band, dass Jejo Perković, der seit der Trennung von McKenzie für mehrere Konzerte einsprang, von nun an als festes Mitglied zur Band gehöre. Perković hatte zuvor bei der schwedischen Hip-Hop-Gruppe „Infinite Mass“ sowie bei der ebenfalls aus Schweden stammenden Doom-Metal-Band Candlemass gespielt. Am 6. August 2015 gaben Mustasch auf ihrer Homepage bekannt, dass Perković die Band mit sofortiger Wirkung verlassen würde, um neue Herausforderungen zu suchen. Bassist Stam Johansson begründete diesen Schritt in einem Interview mit dem bevorstehenden Comeback von Infinite Mass. Als Ersatz für Perković wurde für die anstehende Tour durch Deutschland, Finnland und Schweden Robban Bäck (zuvor bei Ammunition, Eclipse und Sabaton) verpflichtet. Nach Abschluss der Tour wurde Bäck am 22. Dezember 2015 durch die Band als dauerhaftes Mitglied bestätigt.
Am 4. Februar 2023 gab die Band über Social Media den sofortigen Ausstieg von David Johannesson, Stam Johansson und Robban Bäck bekannt, sodass Ralf Gyllenhammar als einziges Mitglied verblieb. Gründe für die Trennung oder Pläne für die Zukunft gab die Band nicht bekannt.

## Diskografie

### Alben und EPs
- 2001: The True Sound of the New West (EP)
- 2002: Above All
- 2003: Ratsafari
- 2005: Powerhouse
- 2006: Parasite (EP)
- 2007: Latest Version of the Truth
- 2008: Lowlife Highlights (Best-of)
- 2009: Mustasch
- 2011: The New Sound of the True Best
- 2012: Sounds Like Hell, Looks Like Heaven
- 2014: Thank You for the Demon
- 2015: Testosterone
- 2018: Silent Killer
- 2019: Killing It for Life
- 2021: A Final Warning – Chapter One

### Singles
- 2002: I Hunt Alone
- 2002: Down in Black
- 2003: Black City
- 2004: 6:36
- 2005: Dogwash
- 2005: I’m Alright
- 2017: Lawbreaker
- 2019: Blood In Blood Out